# Sloj
Sloj, u geologiji, je konsolidirana, očvrsnuta taložina omeđena dvjema uglavnom ravnim i međusobno paralelnim plohama, to jest donjom i gornjom slojnom plohom. Slojne plohe prvenstveno su posljedica kompakcijskih procesa kojima su taložine bile dugotrajno podvrgnute i u pravilu nastaju kada unutar taložine postoji neki izraziti fizikalno-kemijski diskontinuitet (prekid u taloženju, promjena u veličini čestica, kemijskom sastavu, boji i slično). Sloj je u pravilu ravan, jer se suspendirane čestice talože iz vodenoga medija najčešće okomito. Međutim, postoji i kosa slojevitost, u kojoj su paketi slojeva nagnuti s obzirom na vodoravno položene starije taložine. Takvi su otkloni svojstveni deltaičnim sedimentima, ali i vjetrovnim (kopnenim) i strujnim podmorskim dinama. Slojna ploha bitan je strukturni dio u tektonskoj geologiji. Svaka nagnutost slojeva znak je tektonskoga poremećaja prvotne vodoravne slojevitosti, odnosno znak je nabiranja taložina, a posljedice su bore, rasjedi i drugi strukturni dijelovi litosfere.